# Artemisia (Cavalli)
Artemisia ist eine Oper in einem Prolog und drei Akten von Francesco Cavalli (Musik) mit einem Libretto von Nicolò Minato. Sie wurde am 10. Januar 1657 (1656 more Veneto) im Teatro Santi Giovanni e Paolo in Venedig uraufgeführt.

## Handlung

### Prolog
Der Palast Fortunas
Apollo und die Musen Melpomene und Talia unterhalten sich mit la Fortuna (dem Glück), la Virtù (der Tugend) und la Cortesia (der Güte) über den zu erwartenden Erfolg des neuen Schauspiels über Artemisia von Karien.

### Kurzfassung
Der in der Handlung nur am Rande auftauchende historische Hintergrund der Oper ist ein Krieg zwischen Karien mit den Phrygern. Nach dem Mord an ihrem Mann Mausolo (353 v. Chr.) schwor die karische Königin Artemisia, seinen Rächer zu ehelichen. Ihr Hofmeister Indamoro drängt sie zu einer neuen Ehe. Tatsächlich hat sich Artemisia bereits wieder verliebt. Es ist Clitarco, der jedoch als vermeintlich Bürgerlicher nicht als Gatte in Frage kommt. Sie muss daher ihre Gefühle verbergen. Artemisia weiß nicht, das es sich in Wirklichkeit um Meraspe, den Fürsten des verfeindeten Kappadokien handelt, der an ihren Hof gekommen ist, um ihre Pläne auszukundschaften. Zudem ist er – wenn auch unabsichtlich – der Mörder ihres Mannes. Meraspe erwidert Artemisias Gefühle, kann sich ihr aber aus diesen Gründen nicht offenbaren.
Meraspe hat zwei Gefolgsleute, die seine wahre Identität kennen: Artemia und Ramiro. Artemia liebt Meraspe und leidet darunter, von ihm immer wieder zurückgewiesen zu werden. Ramiro wiederum liebt, ebenfalls unerwidert, Artemia.
Ein weiterer Verehrer Artemisias ist ihr General Alindo, ein Fürst aus Bithynien. Dieser hat in der Heimat seine Verlobte Oronta verlassen. Sie ist ihm als Mann verkleidet unter dem Namen Aldimiro nachgereist, um ihn zurückzugewinnen.
Die Handlung der Oper besteht aus einer Abfolge von vergeblichen Versuchen der Protagonisten, die jeweils verehrte Person für sich zu gewinnen. Dabei greifen sie auf Geschenke, Intrigen, Briefe und andere Mittel zurück. Auflockerung schafft eine komische Nebenhandlung um Orontas Diener Niso und Artemias Vertrauten Eurillo, die die alte Erisbe verspotten, indem sie ihr eine angebliche Verjüngungstinktur verabreichen.
Am Ende werden die wahren Identitäten Meraspes und Orontas aufgedeckt, und die drei Paare Meraspe/Artemisia, Alindo/Oronta und Ramiro/Artemia finden zueinander.

### Erster Akt
Platz mit dem Mausoleum
Szene 1. Artemisia, die Königin von Karien, gedenkt ihres Gatten Mausolo, der im Mausoleum seine letzte Ruhestätte gefunden hat. Sie fordert ihren Vertrauten Eurillo auf, für seinen Seelenfrieden zu beten. Ihr Hofmeister Indamoro rät ihr, mit der Trauer abzuschließen und sich einer neuen Liebesbeziehung zu öffnen. Artemisia gesteht, dass sie sich bereits wieder verliebt habe, doch kein Glück darin zu finden hoffe.
Szene 2. Der Mann, für den Artemisia insgeheim schwärmt, ist Meraspe, ein Fürst aus dem mit Karien verfeindeten Kappadokien, der als Spion unter dem Namen Clitarco an Artemisias Hof gekommen ist. Er erwidert ihre Gefühle insgeheim. Als Artemisia ihm mitteilt, dass sie geschworen habe, denjenigen zu heiraten, der den Tod ihres Mannes räche, entgegnet er, dass dies sinnlos sei. Artemisia ist enttäuscht. Meraspe dagegen weiß nun, das die Königin ihn liebt. Er kann die Bedingung aber nicht erfüllen, weil er sich dazu selbst töten müsste.
Szene 3. Während Meraspe die Inschrift auf Mausolos Grabmal betrachtet, erscheinen seine Lehnsleute Ramiro und Artemia. Er mahnt er die beiden zur Vorsicht, damit seine Tarnung nicht auffliegt. Ramiro liest das Epitaph vor: „Hier starb Mausolo. Seine Gattin Artemisia verlangt, dass sein Mörder Rache und Tod erleide.“ Meraspe gesteht den beiden, dass er selbst Mausolo unabsichtlich in einem Turnierkampf getötet habe. Artemia weist auf die hoffnungslosen Liebesverhältnisse hin, in die sie alle verstrickt sind: Meraspe liebt Artemisia, sie selbst liebt Meraspe, und Ramiro liebt sie.
Szene 4. Oronta, eine Fürstin aus Zypern, trifft mit ihrem Diener Niso ein. Sie hat sich als Soldat verkleidet, um nach einem Bogenschützen zu suchen, in den sie sich verliebt hat, und nennt sich jetzt Aldimiro.
Szene 5. Der Gesuchte ist Alindo, ein Fürst aus Bithynien und General Artemisias. Oronta muss mitansehen, wie er schwärmerisch ein Porträt der Königin betrachtet. Sie erzählt ihm, dass sie und Niso nach einer Schlacht von einem Piraten gefangen genommen wurden, aber mit den anderen Gefangenen fliehen konnten. Darunter sei auch die als Mann verkleidete Oronta gewesen, die nach ihm, Alindo, suche. Alindo entgegnet, dass er Oronta einst geliebt habe, doch nun Artemisia anbete.
Szene 6. Ramiro wirbt vergeblich um Artemia und diese ebenso um Meraspe.
Szene 7. Artemisia ärgert sich darüber, dass Artemia Clitarco/Meraspe schöne Augen macht, und verbietet ihr, mit diesem zu sprechen. Dann entdeckt sie ein Porträt Artemias und nimmt es ihr ab, damit sie es nicht Clitarco geben kann. Sie schenkt ihr als Ausgleich ein Schmuckstück und schickt sie fort.
Szene 8. Alindo, die verkleidete Oronta und Niso treffen auf Artemisia und Meraspe. Alindo erklärt Artemisia seine Liebe, wird aber zu Meraspes und Orontas Erleichterung zurückgewiesen.
Szene 9. Indamoro ermahnt Artemisia, sich wieder zu vermählen, da Krieg drohe und es keinen Thronerben gebe. Er weist auf Gerüchte hin, dass sie nur deshalb eine neue Ehe ablehne, weil sie Clitarco liebe. Artemisia streitet das ab.
Szene 10. Steinmetze treffen ein, um am Mausoleum zu arbeiten. Eurillo nimmt dies zum Anlass, den Pfeil Amors mit einem Meißel zu vergleichen, der das Bild des Geliebten in das Herz einpräge. Artemisia fragt Clitarco/Meraspe nach seiner Meinung, ob sie wieder heiraten solle. Er entgegnet, dass Meraspe, der Fürst von Kappadokien, der ideale Ehemann für sie sei. Den verabscheut Artemisia jedoch. Da erscheint Mausolos Geist und fordert sie auf, noch einmal das Epitaph zu lesen. Dort steht jetzt: „Vergib meinen Feinden.“ Clitarco/Meraspe meint, sie solle diese Worte beherzigen.
Szene 11. Die alte Erisbe jammert über ihre vergangene Schönheit. Niso macht sich über sie lustig, indem er den Geist eines Toten spielt. Erisbe wird wütend und schlägt ihn.
Garten
Szene 12. Alindo bittet Eurillo, der Königin von seiner Liebe zu ihr zu erzählen. Eurillo weigert sich. Oronta/Aldimiro fragt ihn, ober er seine einstige Geliebte Oronta noch immer verachte, obwohl sie ihm weiterhin treu sei. Alindo versteht nicht, warum Aldimiro so besessen davon ist.
Szene 13. Artemia ist in Gedanken an Meraspe versunken („Zeffiretti placidetti“), als Ramiro eintrifft und ihr den Hof macht.
Szene 14. Artemisia versucht, mit ihren Gefühle für Clitarco ins Reine zu kommen. Kurz darauf erscheint derselbe.
Szene 15. Artemisia schenkt Meraspe/Clitarco eine Blume. Als sie aber Alindo bemerkt, fordert sie ihn auf, die Blume an diesen weiterzureichen. Meraspe ist enttäuscht. Artemisia weist Alindo darauf hin, dass er die Blume nicht als Zeichen ihrer Liebe ansehen solle.
Szene 16. Oronta/Aldimiro gratuliert dem jubilierenden Alindo sarkastisch für seinen Erfolg, bevor sie ihm die Blume entreißt und ihm gesteht, dass sie ihn schon lange liebe. Alindo ist verwirrt. Er befiehlt Niso, ihm die Blume zurückzugeben. Der Diener gehorcht nur widerstrebend.
Szene 17. Artemia klagt über ihre unglückliche Liebe. Ramiro fragt sie, ob sie ihre Meinung über ihn geändert habe. Als sie das verneint, droht er, Meraspes Tarnung aufzudecken und ihn des Mordes an Mausolo anzuklagen. So könne er seinen Rivalen loswerden und ihre Liebe gewinnen. Erschrocken gibt Artemia nach und versichert Ramiro, dass sie seine Liebe jetzt erwidere. Ein geheucheltes Liebesduett unterbricht sie mit dem Vorwand, sie müsse nach dem von Artemisia erhaltenen Juwel suchen, das sie verloren habe.
Szene 18. Auch Meraspe jammert über Liebesschmerz. Artemisia deutet ihm an, dass seine Gefühle womöglich erwidert werden.
Szene 19. Alindo informiert Artemisia darüber, dass seine Truppen zum Kampf gegen die Phrygier bereit seien. Meraspe/Clitarco bittet darum, am Kampf teilnehmen zu dürfen. Artemisia lehnt das ab, weil sie ihn nicht in Gefahr bringen möchte. Als er ihr ein Schmuckstück überreicht, das sie offenbar verloren hat, bittet sie ihn, es zu behalten. Meraspe findet ihr Verhalten verwirrend. Er kann nicht erkennen, ob sie seine Gefühle erwidert.
Szene 20. Niso verspottet noch einmal die alte Erisbe. Sie ruft eine Gruppe Bogenschützen herbei, die sie beschützen sollen.
Ballett der acht Bogenschützen.

### Zweiter Akt
Arsenal
Szene 1. Oronta/Aldimiro leidet unter ihrer unerwiderten Liebe zu Alindo. Als dieser erscheint, lässt sie ihn glauben, dass Oronta eingetroffen sei und ihr erzählt habe, wie sehr sie unter seiner Treulosigkeit leide. Alindo lässt sich dadurch nicht beeinflussen. Er schickt sie fort.
Szene 2. Artemisia fragt Alindo nach dem Fortgang des Krieges. Seine Gedanken gelten jedoch ausschließlich seiner Liebe zu ihr.
Szene 3. Artemisia fragt Meraspe/Clitarco, warum er so unglücklich wirkt, obwohl er doch geliebt werde. Meraspe antwortet ausweichend. Indamoro unterbricht das Gespräch und entdeckt das Schmuckstück an Meraspes Arm. Artemisia, die befürchtet, ihr Geheimnis sei aufgedeckt, redet sich heraus: Es handle sich um das Juwel, dass sie Artemia gegeben habe. Meraspe habe es wohl als Liebesbeweis angenommen. Meraspe schwört jedoch, er habe es gefunden. Glücklicherweise trifft Artemia in diesem Moment ein, erkennt das Schmuckstück und bestätigt somit seine Angaben. Meraspe ist verwirrt, denn er hat es selbst von Artemisias Hand fallen sehen.
Szene 4. Artemia beklagt Meraspes Gleichgültigkeit ihr gegenüber. Als Ramiro erscheint, gibt sie vor, seine Gefühle jetzt zu erwidern. Ihr plötzlicher Sinneswandel kommt ihm verdächtig vor.
Königliches Waffenlager
Szene 5. Niso will sich bei Erisbe entschuldigen. Sie verlangt jedoch ein Geschenk, sonst werde sie ihn bei der Königin verklagen. Da Niso keine Wertgegenstände besitzt, verspricht er ihr eine Schönheitstinktur, die sie verjüngen könne – in Wirklichkeit handelt es sich um ein schwarzes Haarfärbemittel. Er habe es von einer Zauberin erhalten, der er einst diente. Erisbe bittet ihn, es sogleich anzuwenden. Sie werden von Artemisia unterbrochen.
Szene 6. Indamoro berichtet Artemisia, dass die Schlacht unmittelbar bevorstehe („Di trombe guerriere“). Eurillo führt ihr ein Echo vor, das an dieser Stelle besonders gut hörbar sei („Fortunato, chi piegato“). Artemisia bittet Erisbe, Clitarco heimlich und auf möglichst unverfängliche Weise ein Porträt von ihr zu überreichen.
Szene 7. Erisbe hofft, jetzt endlich Nisos Behandlung genießen zu können. Dieses Mal werden sie von Meraspe/Clitarco unterbrochen.
Szene 8. Erisbe zeigt Meraspe/Clitarco Artemisias Bild mit der Bemerkung, dass sie es nicht für gelungen halte und seine Meinung hören wolle. Meraspe findet, es sei perfekt getroffen, und bittet Erisbe, es ihm geben.
Szene 9. Meraspe betrachtet hingerissen Artemisias Porträt, als dieselbe eintrifft und erklärt, dass sie ihn glücklich machen wolle. Sie werde Artemia auffordern, ihn zu heiraten. Als er widerspricht, behauptet sie, er habe doch gerade deren Bildnis angehimmelt. Meraspe glaubt, sie mache sich über ihn lustig.
Szene 10. Alindo und Artemia kommen. Auf Artemisias Aufforderung erklärt Meraspe/Clitarco, dass er Artemia nicht liebe. Artemia bestätigt Artemisia, dass es sich um ihr Bild handle. Artemisia weist Alindo ein weiteres Mal zurück.
Szene 11. Niso kann jetzt endlich Erisbes Schönheitsbehandlung durchführen und erklärt anschließend, ihr Gesicht habe eine ganz andere Farbe angenommen – es ist jetzt natürlich schwarz. Eurillo macht ihr im Scherz einen Antrag. Niso warnt Erisbe davor, in den nächsten sechs Stunden in den Spiegel zu schauen. Das würde die Wirkung der Tinktur verändern und sie in eine schwarze Frau verwandeln.
Szene 12. Artemia leidet unter Meraspes Zurückweisung und macht Ramiro Hoffnung.
Szene 13. Ramiro prahlt vor Meraspe damit, dass Artemia ihn endlich erhören wolle. Artemia bestätigt das.
Szene 14. Meraspe beneidet Ramiro um sein Glück. Er wirft Artemisia vor, ihn zu verspotten. Um ihn zu versöhnen, gibt sie ihm eine wertvolle Waffe.
Szene 15. Als Artemisia bemerkt, dass von Alindo beobachtet werden, fordert sie Meraspe auf, die Waffen diesem zu geben. Sie seien als Belohnung für den ersten Soldaten gedacht, der die Mauern der von den Phrygiern eroberten Stadt überwinde. Sowohl Meraspe als auch Alindo fühlen sich von ihr zurückgestoßen.
Königliche Zelte vor dem Heer
Szene 16. Artemia gibt weiterhin vor, Ramiro zu lieben. Als er aber einen Kuss als Beweis fordert, verweigert sie ihm den.
Szene 17. Alindo steht kurz davor, die Hoffnung auf Gegenliebe aufzugeben. Niso teilt ihm mit, dass er kein Krieger sei, aber gerne andere Aufgaben übernehmen wolle. Aldimiro/Oronta erinnert Alindo erneut an die Liebe Orontas, die aus Furcht vor Zurückweisung nicht persönlich kommen könne.
Szene 18. Alindo bemüht sich um Artemisia, wird aber wieder abgewiesen.
Szene 19. Artemisia befiehlt Indamoro, Alindo mitzuteilen, dass sie den Krieg aufgeben und die eroberte Stadt den Phrygiern überlassen wolle. Indamoro kann diese Entscheidung nicht nachvollziehen.
Szene 20. Erisbe glaubt noch immer an Nisos Schönheitstinktur. Sie bittet Eurillo um einen Liebesbeweis. Der treibt seinen Scherz weiter und erklärt ihr seine Liebe. Pagen erscheinen mit Spiegeln und umringen Erisbe. Sie scheucht die Pagen fort.
Ballett der acht Pagen

### Dritter Akt
Die königlichen Gemächer
Szene 1. Artemia leidet sehr unter ihren Gefühlen. Um sich zu beruhigen, will sie ihrem Angebeteten einen Brief schreiben.
Szene 2. Artemisia fragt Artemia nach dem Empfänger des Briefs, erhält aber keine Antwort. Da sie in ihrer Eifersucht annimmt, er sei an Clitarco gerichtet, entreißt sie ihr den Brief und findet ihre Vermutung bestätigt. Dann schickt sie Artemia fort und gibt den noch nicht unterschriebenen Brief mit der Bitte um Antwort Meraspe/Clitarco. Der jubiliert, weil er glaubt, Artemisia habe ihn geschrieben.
Szene 3. Meraspe versteckt den Brief, als er Artemia bemerkt. Sie teilt ihm mit, dass sie sich entschieden habe, Ramiro zu heiraten. Ramiro ist begeistert, doch Artemia nimmt ihr Wort sofort wieder zurück. Meraspe versichert Ramiro, dass er kein Interesse an ihr habe.
Szene 4. Aldimiro/Oronta zeigt Alindo ein Schwert, mit dem sich Oronta angeblich selbst töten wollte, bevor sie geschworen habe, ihn trotz seiner Undankbarkeit weiterhin zu lieben. Alindo lässt das kalt.
Szene 5. Wütend darüber, dass Artemisia in ihm nicht mehr als einen Untergebenen sieht, will Alindo seine Stellung als General niederlegen, besinnt sich dann aber anders. Die Königin will ihn nicht mehr sehen, bis er seinen Liebeswahn überwunden hat.
Szene 6. Artemisia fordert Meraspe/Clitarco auf, ihr seine Antwort auf den Brief zu zeigen. Es handelt sich um eine perfekte Liebeserklärung, die Artemisia völlig zufriedenstellt.
Szene 7. Artemisia gibt die Antwort an Artemia weiter, muss aber zuvor den neugierigen Indamoro vertreiben. Artemia bezieht den Liebesbrief auf sich, doch Meraspe leugnet das. Seine verwirrte Antwort verunsichert Artemia.
Szene 8. Niso und Eurillo machen sich weiter über die „verschönerte“ Erisbe lustig.
Szene 9. Um ihre Stimmung zu verbessern, bittet Artemisia Eurillo, ein Lied vorzutragen. Anschließend fordert sie ihn auf, Clitarco einen Brief zu geben, in dem sie erklärt, dass sie seinetwegen Alindo, den Fürsten Lydiens und den König der Mohren abgewiesen habe. Dann besinnt sich und behält den Brief.
Szene 10. Alindo bemerkt den Brief in ihren Händen und droht damit, ihre unstandesgemäße Liebe öffentlich zu machen. Um die Situation zu retten, erklärt Artemisia, dass sie ihn, Alindo, heiraten wolle. Sie überlässt ihm den Brief als angeblichen Treueschwur.
Szene 11. Alindo weiß nicht, was er von Artemisias Verhalten denken soll. Oronta bemüht sich noch einmal vergeblich um ihn.
Hübsche ebenerdige Gemächer
Szene 12. Artemisia stellt sich schlafend, um Clitarco zu belauschen. Der offenbart in einem Selbstgespräch seine wahre Identität als Meraspe und gibt auch zu, ihren Gatten getötet zu haben. Artemisia ist erschüttert.
Szene 13. Um Artemia unter Druck zu setzen, droht Ramiro, Meraspe zu enttarnen. Alindo hat das mitangehört und eilt davon, um die Königin zu informieren. Artemia wird wütend. Ramiro will Meraspe warnen, damit er rechtzeitig fliehen kann.
Szene 14. Artemisia will Meraspe die Täuschung verzeihen. Sie erzählt ihm, dass Alindo ihr eine unstandesgemäße Liebe vorwerfen würde. Daher solle er verkünden, dass er in Wirklichkeit ein fremder Fürst sei, der aus Sicherheitsgründen inkognito auftrete. Er könne sich beispielsweise als Meraspe ausgeben.
Szene 15. Aus ihrer seltsamen Reaktion schließt Meraspe, dass Artemisia ihn tatsächlich lieben muss. Da erscheint Alindo mit einigen Soldaten, um ihn als Verräter festzunehmen und der Königin vorzuführen. Er werde sie dann selbst heiraten.
Szene 16. Erisbe erkennt, dass sie von Niso und Eurillo verhöhnt wurde.
Szene 17. Aldimiro/Oronta hört, wie Meraspe darüber klagt, dass Alindo die Königin heiraten wolle. Sie verspricht ihm ihre Hilfe.
Szene 18. Aldimiro/Oronta offenbart Artemisia und Indamoro Meraspes wahre Identität. Meraspe verteidigt sich damit, dass er aus Liebe gehandelt habe. Oronta weist auf Mausolos’ Epitaph hin, das Vergebung gefordert habe. Artemisia geht darauf ein.
Szene 19. Alindo erinnert Artemisia an ihr Versprechen, denjenigen zu heiraten, der Meraspe gefangennehme, und verlangt ihre Hand. Die Königin lehnt das ab, und Eurillo erklärt, dass Aldimiro Meraspe bereits der Königin vorgeführt und sie der Ehe mit ihm zugestimmt habe.
Szene 20 „ultima“. Aldimiro/Oronta fordert Artemisia auf, ihren Bräutigam zu benennen. Während Alindo noch jammert, bittet Oronta die Königin, zu erklären, dass er „seine Braut“ erhalten solle. Sie gibt sich öffentlich als Oronta zu erkennen und bestätigt ihre Ansprüche auf Alindo. Artemisia habe dagegen ein Anrecht auf Meraspe. Die Königin stimmt zu. Alindo dagegen will von Oronta nichts mehr wissen. Seine alte Liebe zu ihr erwacht erst wieder, als sie ihn auffordert, sie eigenhändig zu töten. Meraspe fordert Artemia auf, Ramiro glücklich zu machen. Alle drei Paare besingen zufrieden diesen Ausgang. Eurillo fordert das Publikum auf, Beifall zu spenden.

## Gestaltung

### Musik
Die Instrumentalbesetzung der Oper besteht aus einem dreistimmigen Streicherensemble mit zwei Violinen, Viola und Basso continuo. Viele Arien haben eine durchgehende Streicherbegleitung. Eurillos Arie „Fortunato, chi piegato“ (II:6) enthält ein doppeltes Echo. Sie ist die einzige Echo-Arie Cavallis. Indamoros Arie „Di trombe guerriere“ am Anfang derselben Szene wird von Trompeten begleitet.:111 Diese Arie vertonte Cavalli zweimal. Die zweite Fassung ist auf einem nachträglich eingefügten Blatt notiert.:109 Als charakteristisch für den fließenden Vokalstil Cavallis gilt Artemisias Arie „Zeffiretti placidetti“ (I:13).

### Libretto
In dem von Cavallis erstem Hauptlibrettisten Giovanni Faustini entwickelten Handlungsschema geht es üblicherweise um zwei Paare, deren Liebesverhältnisse geklärt werden müssen. Zusätzlich legte er jedem Text eine moralisch-allegorische Bedeutung unter, um der Oper nicht nur einen unterhaltenden, sondern auch einen belehrenden Sinn zu geben. Nicolò Minato führte dieses Schema weiter und ergänzte es um eigene Ideen. In Artemisia beispielsweise gibt es nicht nur zwei zentrale Liebespaare, sondern drei.
In den Opern des republikanischen Venedig wurden monarchische Regierungen gerne negativ dargestellt. Das zeigt sich auch in Artemisia. Die Macht der Königin ist eng mit ihrer Ehre und ihren Liebesverhältnissen verbunden. Besonders ihr Hofmeister und Lehrer Indamoro achtet darauf, dass sie im Sinne des Staats handelt. Artemisia kann daher ihren Gefühlen für den vermeintlich bürgerlichen Clitarco nicht offen nachgeben. Auch die Trauer über ihren verstorbenen Gemahl Mausolo äußert sich in ritualisierten Handlungen wie dem Bau des Mausoleums und dem Schwur, seinen Rächer zu heiraten. Um sie zu bewältigen, kümmert sie sich persönlich um den Krieg mit den Phrygern. Sie muss aber feststellen, dass ihr General Alindo dies ausnutzt, um seine eigene Macht zu stärken. Es wird deutlich, wie sehr ein monarchisch beherrschter Staat den wechselnden Gefühlen der Regierenden ausgeliefert ist. Artemisias Geliebter Meraspe/Clitarco wirkt vollig hilflos. Als Meraspe kann er sich ihr aus Sicherheitsgründen nicht offenbaren. Als Clitarco dagegen ist sein Stand zu niedrig. Das Verhalten des zweiten Paares Oronta/Alindo ist von der Ehre geprägt. Dem dritten Paar Artemia/Ramiro geht es um die Liebe selbst. Während die Männer oft auf skrupellose Mittel zurückgreifen, wirken die Frauen insgesamt stärker.

## Werkgeschichte

Frontispiz des Librettos, Venedig 1656

Francesco Cavallis Oper Artemisia wurde am 10. Januar 1657 (1656 more Veneto) im Teatro Santi Giovanni e Paolo in Venedig uraufgeführt. Das Libretto stammt von Nicolò Minato, der nach dem Tod von Cavallis bisherigem Stammlibrettisten Giovanni Faustini im Jahr 1651 diese Rolle übernommen hatte. Die Oper ist Ferdinand Karl, dem Erzherzog von Österreich gewidmet.
Eine vom Komponisten Francesco Provenzale überarbeitete Fassung wurde vermutlich 1658 im Teatro San Bartolomeo in Neapel gezeigt. Außerdem gab es Aufführungen in Palermo (1659), Mailand (1662 und 1663), Genua (Teatro Falcone, 1665), Florenz (1666) und Wien (1673).
Eine Neuvertonung des Librettos von Alessandro Scarlatti mit dem Titel Le nozze con l’inimico, overo L’Analinda wurde am 23. Januar 1695 im Teatro San Bartolomeo in Neapel und 1702 im Teatro del Cocomero in Florenz aufgeführt. Gottfried Heinrich Stölzels deutschsprachige Oper Artemisia, die 1713 in Naumburg gespielt wurde, weist ebenfalls eine nahezu identische Rollenliste auf. Sie war die Vorlage für Reinhard Keisers gleichnamiger Oper, die 1715 in der Hamburger Oper am Gänsemarkt gezeigt wurde.
Weitere nach Artemisia II. oder Artemisia I. benannte Opern stammen von Johann Adolph Hasse (Artemisia, Dresden 1754, Libretto: Giovanni Ambrogio Migliavacca) und António Leal Moreira (Artemisia, regina di Caria, Lissabon 1787, Libretto: Gaetano Martinelli). Domenico Cimarosa befasste sich gleich zweimal mit diesem Sujet. Seine Oper Artemisia, regina di Caria auf ein Libretto von Marcello Marchesini wurde 1797 in Neapel gespielt, seine Artemisia mit einem Text von Giovanni Battista Colloredo 1801 in Venedig. Carlo Goldoni verfasste 1757 eine Schauspieltragödie mit dem Titel Artemisia.
Minatos Libretto war vermutlich auch die Vorlage verschiedener im deutschsprachigen Raum von Wanderbühnen aufgeführten Komödien:
- 1679, Heidelberg und Mannheim, Truppe von Johannes Velten: Die Verliebte Königin Arthemisia
- 1688, Böhmisch-Krumau, Fürstlich Eggenbergische Hofkomödianten: Die verliebte Feindin
- 1699, Stuttgart, Truppe von Jakob Kuhlmann: Die verliebte Königin Artemisia, oder Die heimliche Liebe
- 1700, Weissenfels: Arthemisia oder Die beständige Liebe – zum Geburtstag der Herzogin Friederike Elisabeth von Sachsen-Eisenach
- 1713, Naumburger Petri Pauli-Messe und 1715 „auf dem grossen Hamburgischen Theatro“
- 1715, Köln, Ratsprogramm: Liebe zwischen Feinden
- 1716, Durlach: Artemisia und Cleomedes – Text: Johann Friedrich Braun, Musik: Casimir Schweizelsperg
- 1718/19, Riga, Repertoire der Victoria Clara Bönicke
- 1741, Frankfurt
- 1754, Dresden
- 1756, Köln

Die Partitur von Cavallis Oper ist als Autograf sowie als Kopie des dritten Akts überliefert.:70f
In neuerer Zeit zeigte der Dirigent Claudio Cavina die Oper 2010 mit dem Ensemble La Venexiana in einer Inszenierung von Paolo Reggiani in Hannover und konzertant in Montpellier. Anschließend spielte er sie auf CD ein. Eine Partitur-Neuausgabe von Hendrik Schulze (Musik) und Sara Elisa Stangalino (Libretto) auf Basis der aktuellen Quellenlage erschien 2013 im Rahmen der Cavalli-Edition im Bärenreiter-Verlag.
Die nordamerikanische Premiere gab es im Januar 2013 im Somerville Armory unter der musikalischen Leitung von Dylan Sauerwald und Zoe Weiss. Es handelte sich um eine Produktion der Helios Opera mit einer Inszenierung von Aria Umezawa.

## Aufnahmen
- Oktober 2010 – Claudio Cavina (Dirigent), La Venexiana.
 Francesca Lombardi Mazzulli (Artemisia), Maarten Engeltjes (Meraspe), Andrea Arrivabene (Alindo), Roberta Mameli (Artemia), Marina Bartoli (Ramiro), Valentina Coladonato (Oronta), Salvo Vitale (Indamoro), Alessandro Giangrande (Niso), Silvia Frigato (Eurillo), Alberto Allegrezza (Erisbe).
 Aufnahme aus der Sala Ghisleri in Mondovì; gekürzt, ohne Prolog.
 Glossa GCD 920918 (3 CDs).[22]

## Digitalisate
- Libretto (italienisch), Venedig 1656. Digitalisat des Münchener Digitalisierungszentrums